# Herralde-Romanpreis
Der Herralde-Romanpreis (im Original: Premio Herralde de Novela) ist ein spanischer Literaturpreis. Er wird seit 1983 jährlich vom Verlag Editorial Anagrama im Namen des Schriftstellers Jorge Herralde für einen bisher unveröffentlichten Roman in spanischer Sprache vergeben. Die mit aktuell 18.000 € dotierte Auszeichnung wird jährlich am ersten Montag des November vergeben.

## Preisträger

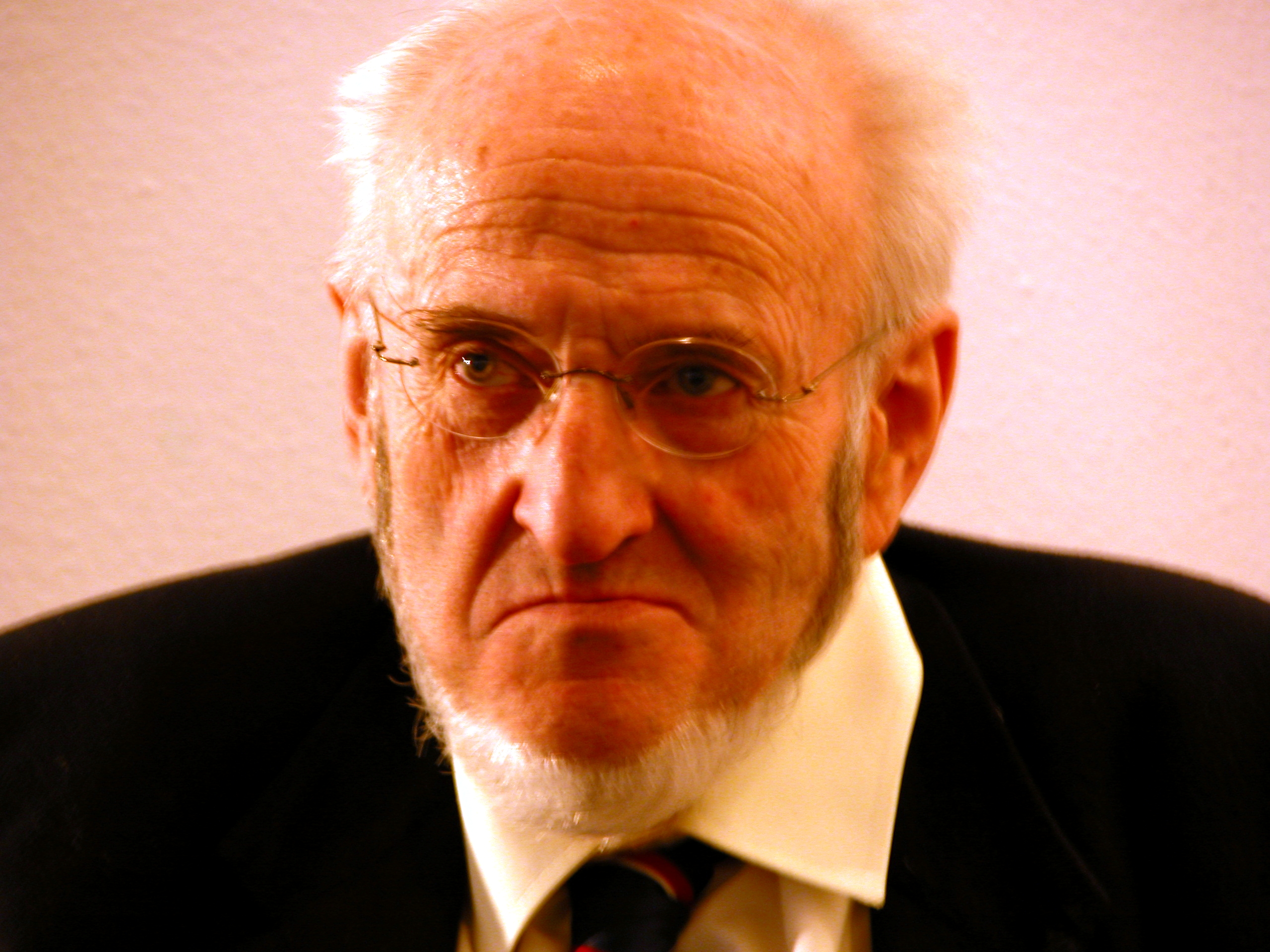
Álvaro Pombo
(Preisträger 1983)

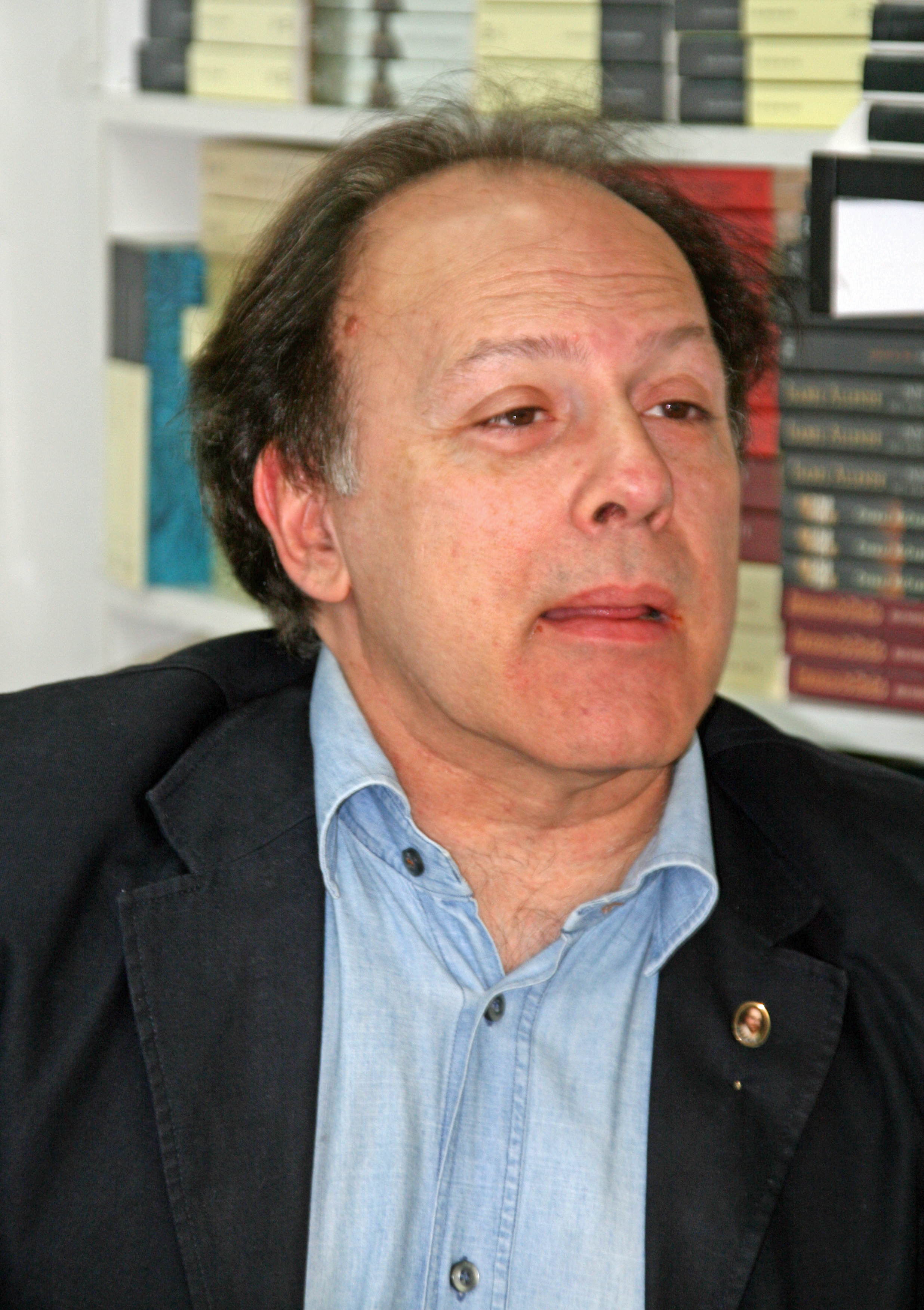
Javier Marías
(Preisträger 1986)

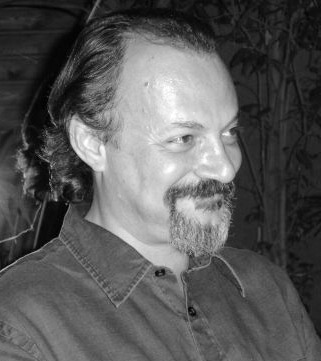
Pedro Zarraluki
(Preisträger 1994)

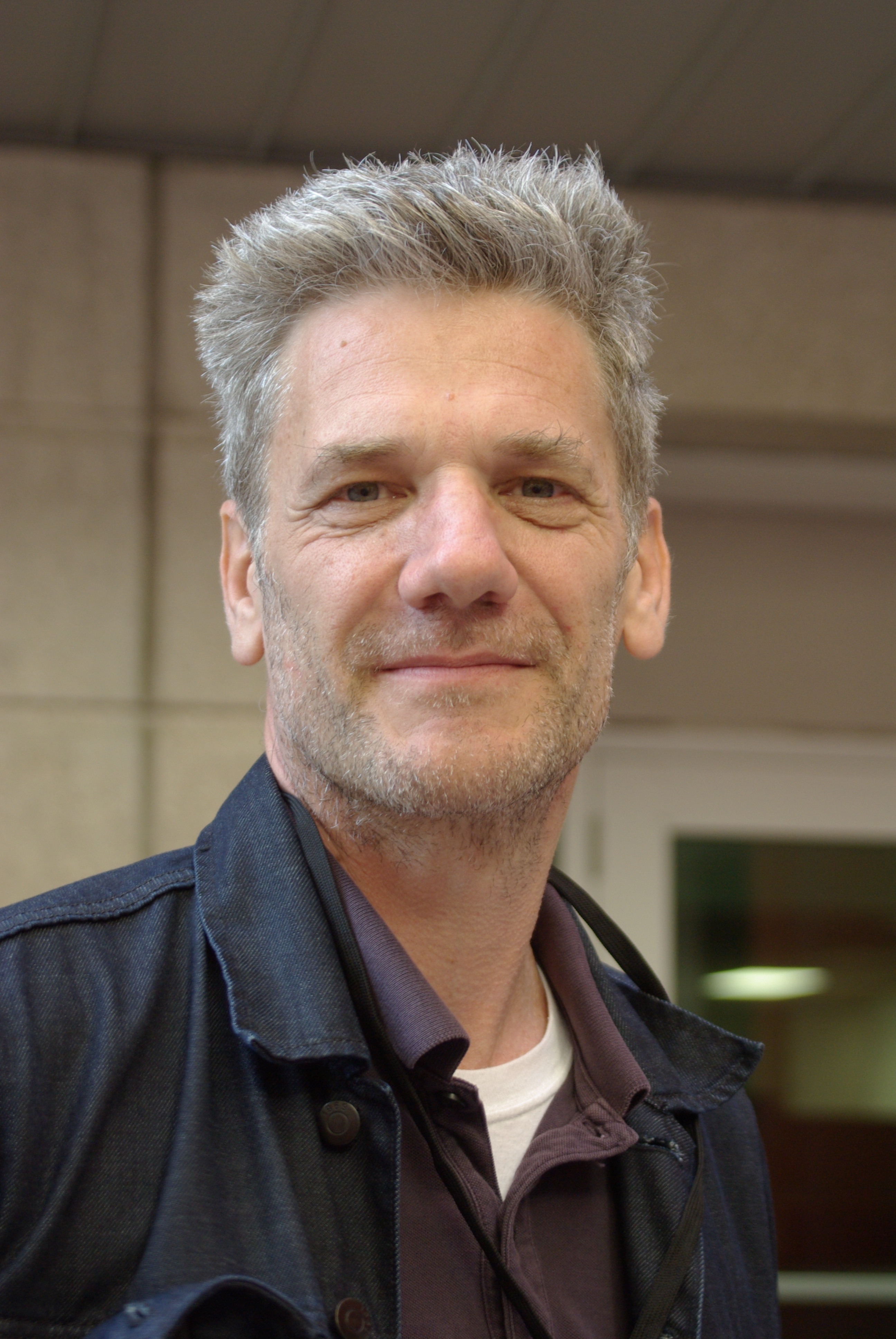
Alan Pauls
(Preisträger 2003)

| Jahr | Land        | Preisträger                     | Originaltitel Deutscher Titel (Verlag, Ort Jahr)                                              | Land                            | Nominierungen |
| ---- | ----------- | ------------------------------- | --------------------------------------------------------------------------------------------- | ------------------------------- | --- |
| 1983 | Spanien     | Álvaro Pombo                    | El héroe de las mansardas de Mansard Der Held der Mansarden von Mansard (Piper, München 1988) | Spanien                         | Paloma Díaz-Mas für El rapto del Santo Grial Álvaro Pombo für El hijo adoptivo Enrique Vila-Matas für Impostura                                                                    |
| 1984 | Mexiko      | Sergio Pitol                    | El desfile del amor Defilee der Liebe (btb, München 2009)                                     | Peru Spanien                    | Miguel Enesco für Me llamaré Tadeusz Freyre Rafael Sender für Tendrás oro y oro Javier Tomeo für Amado monstruo                                                                    |
| 1985 | Spanien     | Adelaida García Morales         | El silencio de las sirenas Das Schweigen der Sirenen (Suhrkamp, Frankfurt a. M. 1991)         | Argentinien Spanien             | Luisa Futoransky für De Pe a Pa Jorge Ordaz für Prima donna |
| 1986 | Spanien     | Javier Marías                   | El hombre sentimental Der Gefühlsmensch (Piper, München 1992)                                 | Uruguay Kuba Kolumbien          | Roberto Fernández Sastre für La manipulación Mayra Montero für La trenza de la hermosa luna Evelio Rosero für Juliana los mira                                                     |
| 1987 | Spanien     | Félix de Azúa                   | Diario de un hombre humillado                                                                 | Uruguay                         | Roberto Fernández Sastre für El turismo infame |
| 1988 | Spanien     | Vicente Molina Foix             | La Quincena Soviética                                                                         | Spanien                         | Rafael Chirbes für Mimoun |
| 1989 | Spanien     | Miguel Sánchez-Ostiz            | La gran ilusión                                                                               | Spanien                         | Felipe Hernández für Naturaleza |
| 1990 | Spanien     | Justo Navarro                   | Accidentes íntimos                                                                            | Spanien                         | Luisa Castro für El somier |
| 1991 | Spanien     | Javier García Sánchez           | La historia más triste                                                                        | Spanien                         | Diego Carrasco für El tesoro japonés |
| 1992 | Spanien     | Paloma Díaz-Mas                 | El sueño de Venecia                                                                           | Spanien                         | Olga Guirao für Mi querido Sebastián |
| 1993 | Spanien     | José María Riera de Leyva       | Aves de paso                                                                                  | Spanien                         | Álvaro del Amo für El horror |
| 1994 | Spanien     | Pedro Zarraluki Carlos Perellón | La historia del silencio La ciudad doble                                                      | Spanien Peru                    | Ismael Grasa für De Madrid al cielo Teresa Ruiz Rosas für El copista |
| 1995 | Spanien     | José Ángel González Sainz       | Un mundo exasperado                                                                           | Spanien                         | Eloy Tizón für Seda salvaje |
| 1996 | Spanien     | Antonio Soler                   | Las bailarinas muertas Die toten Tänzerinnen (Stockmann, Bad Vöslau 2011)                     | Spanien                         | Pedro Ugarte für Los cuerpos de las nadadoras |
| 1997 | Peru        | Jaime Bayly                     | La noche es virgen                                                                            | Spanien                         | Berta Serra Manzanares für El otro lado del mundo |
| 1998 | Chile       | Roberto Bolaño                  | Los detectives salvajes Die wilden Detektive (Hanser, München 2002)                           | Spanien                         | Alberto Olmos für A bordo del naufragio |
| 1999 | Spanien     | Marcos Giralt Torrente          | París In Deinen Augen (Luchterhand, München 2001)                                             | Spanien Argentinien             | Andrés Neuman für Bariloche |
| 2000 | Spanien     | Luis Magrinyà                   | Los dos Luises                                                                                | Spanien                         | Pablo d’Ors für Las ideas puras |
| 2001 | Spanien     | Alejandro Gándara               | Últimas noticias de nuestro mundo                                                             | Spanien Argentinien             | Andrés Barba für La hermana de Katia |
| 2002 | Spanien     | Enrique Vila-Matas              | El mal de Montano Risiken & Nebenwirkungen (Nagel & Kimche, Wien 2004)                        | Mexiko                          | Margo Glantz für El rastro |
| 2003 | Argentinien | Alan Pauls                      | El pasado Die Vergangenheit (Klett-Cotta, Stuttgart 2009)                                     | Spanien Argentinien             | Andrés Neuman für Una vez Argentina |
| 2004 | Mexiko      | Juan Villoro                    | El testigo                                                                                    | Argentinien                     | Eduardo Berti für Todos los Funes |
| 2005 | Spanien     | Alonso Cueto                    | La hora azul                                                                                  | Spanien                         | Manuel Pérez Subirana für Egipto |
| 2006 | Venezuela   | Alberto Barrera Tyszka          | La enfermedad                                                                                 | Mexiko                          | Teresa Dovalpage für Muerte de un murciano en La Habana |
| 2007 | Argentinien | Martín Kohan                    | Ciencias morales                                                                              | Mexiko                          | Antonio Ortuño für Recursos humanos |
| 2008 | Mexiko      | Daniel Sada                     | Casi nunca                                                                                    | Peru Argentinien Mexiko Spanien | Iván Thays für Un lugar llamado Oreja de Perro Carlos Busqued für Bajo este sol tremendo Tryno Maldonado für Temporada de caza para el león negro José Morella für Asuntos propios |
| 2009 | Spanien     | Manuel Gutiérrez Aragón         | La hora azul                                                                                  | Spanien                         | Juan Francisco Ferré für Providence |
| 2010 | Kolumbien   | Antonio Ungar                   | Tres ataúdes blancos                                                                          | –                               | – |
| 2011 | Argentinien | Martín Caparrós                 | Los Living                                                                                    | –                               | – |
| 2012 | Spanien     | Juan Francisco Ferré            | Karnaval                                                                                      | Spanien                         | Sara Mesa für Cuatro por cuatro |
| 2013 | Mexiko      | Álvaro Enrigue                  | Muerte súbita                                                                                 | –                               | – |
| 2014 | Mexiko      | Guadalupe Nettel                | Después del invierno                                                                          | Spanien                         | Manuel Moyano für El imperio de Yegorov |
| 2015 | Spanien     | Marta Sanz                      | Farándula                                                                                     | Spanien                         | Miguel Ángel Hernández für El instante de peligro |
| 2016 | Mexiko      | Juan Pablo Villalobos           | No voy a pedirle a nadie que me crea                                                          | Argentinien                     | Federico Jeanmaire für Amores enanos |
| 2017 | Spanien     | Andrés Barba                    | República luminosa                                                                            | Argentinien                     | Diego Vecchio für La extinción de las especies |
| 2018 | Spanien     | Cristina Morales                | Lectura fácil                                                                                 | Chile                           | Alejandra Costamagna für El sistema del tacto |
| 2019 | Argentinien | Mariana Enríquez                | Nuestra parte de noche                                                                        | –                               | – |
| 2020 | Spanien     | Luisgé Martín                   | Cien noches                                                                                   | Argentinien                     | Federico Falco für Los llanos |
| 2021 | Spanien     | Javier Pérez Andújar            | El año del Búfalo                                                                             |                                 | |